# Pole, Ungar, zwei Brüderlein
Pole, Ungar, zwei Brüderlein sind die Anfangsworte eines historischen Sprichworts, das sowohl in der ungarischen als auch polnischen Sprache existiert und eine tiefe Freundschaft beider Völker ausdrückt, die bis heute andauert.
Polnisch lautet das Sprichwort:
Polak, Węgier — dwa bratanki,
i do szabli, i do szklanki,
oba zuchy, oba żwawi,
niech im Pan Bóg błogosławi.

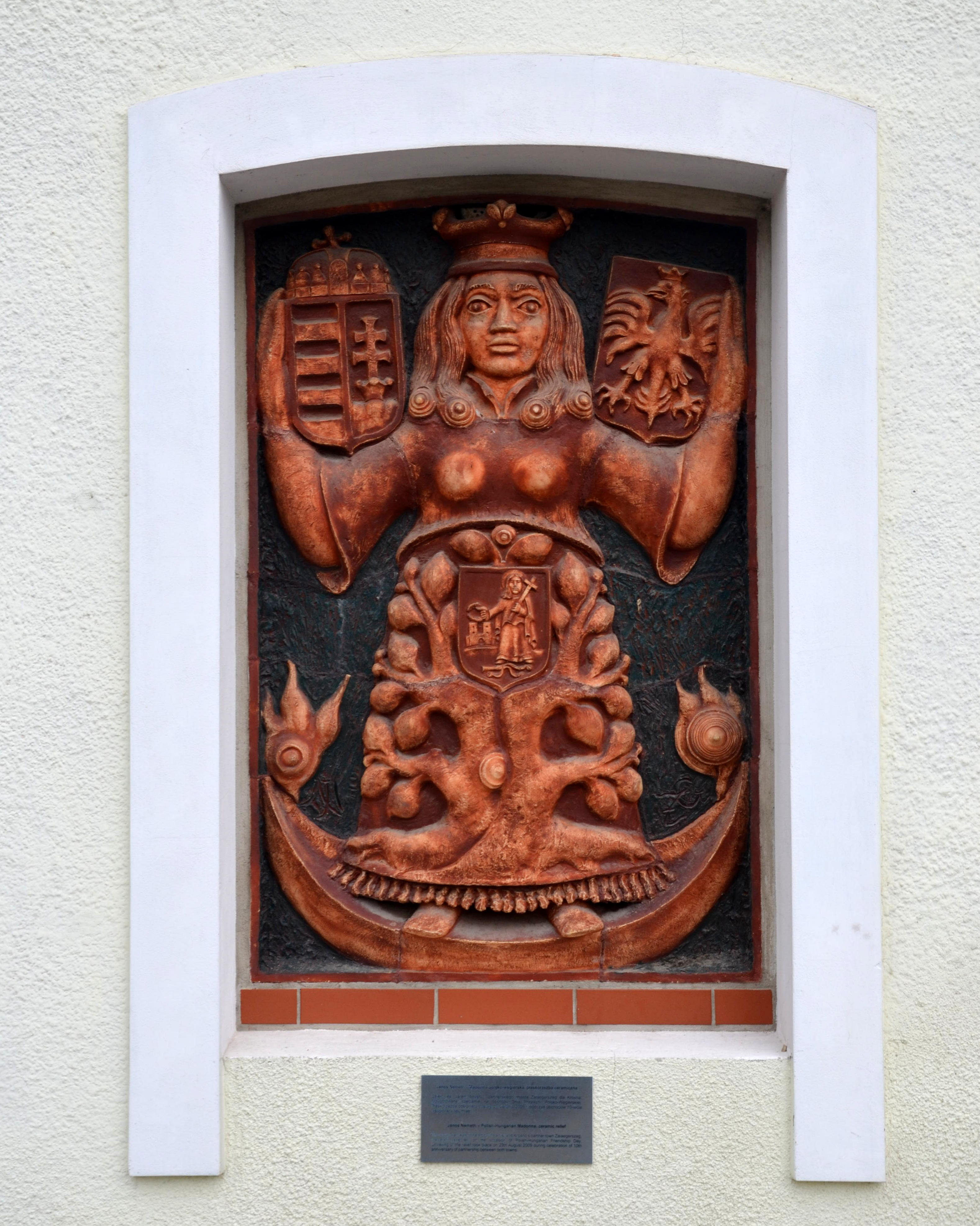
Die "Polnisch-Ungarische Madonna" von János Németh, ein Keramikrelief an der Wand auf dem Marktplatz zu Krosno (2014).

Lose ins Deutsche übersetzt: „Mögen Pole und Ungar Cousins sein, gut im Kampf, gut im Feiern, beide wacker, beide lebhaft, sei Gottes Segen mit ihnen.“
Ungarisch lautet es:
Lengyel, magyar — két jó barát,
együtt harcol s issza borát.
Sinngemäß: „Pole und Ungar - zwei gute Freunde, zusammen kämpfen sie und trinken ihren Wein.“

## Tag der polnisch-ungarischen Freundschaft
Am 12. März 2007 verabschiedete das ungarische Parlament ein Gesetz, welches den Tag des 23. März als „Tag der polnisch-ungarischen Freundschaft“ festlegt. Die Vorlage wurde von 324 Abgeordneten ohne Gegenstimmen und Enthaltungen angenommen. Einen analogen Beschluss fasste der polnische Sejm am 16. März desselben Jahres. In der Begründung wird explizit auf den „beispiellosen“ Charakter der Freundschaft Bezug genommen.

## Freundschaftsgesellschaften
Sowohl in Polen, als auch in Ungarn, gibt es viele polnisch-ungarische Freundschaftsgesellschaften. 
- in Łódz (Sandor-Petőfi-Gesellschaft);
- in Słupsk;
- in Warschau (Dr. J. Antall-Gesellschaft)
- in Leszno;
- in Olsztyn;
- in Posen (F. Liszt-Gesellschaft);
- in Radomsko;
- in Győr (J. Piłsudski-Gesellschaft);
- in Esztergom;
- in Budapest